# Harris Birkeland
Harris Birkeland, född 30 juli 1904 i Vikebygd, död 1 september 1961 i Oslo, var en norsk språkvetare.
Birkeland blev teologie kandidat 1929 och filosofie doktor 1933. Han utnämndes till docent i teologi vid Universitetet i Oslo 1933, docent i semitiska språk 1946 och professor i semitiska språk 1946.
Birkeland författade flera arbeten om hebreiska och arabiska. Hans insats bestod i att införa moderna strukturella metoder i studiet av semitiska språk. Under sina sista levnadsår ägnade han sig främst åt arabiska dialekter. Han utgav även flera religionshistoriska arbeten.